# I Will Love You Monday
I Will Love You Monday è secondo singolo della cantante danese Aura Dione. È stato pubblicato nel 2008 in Danimarca e nel novembre 2009 in Germania ed è stato certificato disco d'oro in Svizzera per aver venduto più di 15 000 copie e disco di platino in Germania per aver venduto oltre 100 000 copie.

## Classifiche
| Classifica (2008–10) | Posizione massima |
| -------------------- | ----------------- |
| Austria              | 2                 |
| Danimarca            | 20                |
| Europa               | 8                 |
| Germania             | 1                 |
| Paesi Bassi          | 58                |
| Polonia              | 3                 |
| Repubblica Ceca      | 11                |
| Slovacchia           | 14                |
| Svizzera             | 2                 |
| Ungheria             | 22                |